# رودني روبنسون
رودني روبنسون (بالإنجليزية: Rodney Robinson) هو مدرس ثانوي ومدرس أمريكي، ولد في 9 سبتمبر 1978.